# Баран, Степан Иванович
Степан Баран (пол. Stepan Baran; 25 января 1879, Крукеничи — 4 июля 1953, Мюнхен, Германия) — деятель украинского национализма, австро-венгерский, впоследствии польский юрист, писатель и журналист. Член Парламента Второй Польской республики от Украинского национально-демократического объединения (УНДО).

## Биография
Степан Баран родился 25 января 1879 в селе Крукеничи. Окончил среднюю школу в Львове (Лемберге), впоследствии изучал право и философию в университетах Львова, Берлина и Вены. В 1909 году получил степень доктора права.
Во время учёбы стал активистом движения за создание независимого украинского государства, писал статьи для журналов «Украина» и «Свобода». В 1913—1918 годах был секретарём Национального комитета Украинской Национально-демократической партии (УНДП).
В 1918—1919 годах был членом (и вице-президентом) так называемой Украинской народной рады. Был одним из основателей Западно-Украинской Народной Республики и секретарём земских дел в правительстве Константина Левицкого.
В период Второй республики был членом и председателем Верховного Совета УНДО во Львове. Занимался юридической практикой в Залещиках и Тернополе. Был директором Тернопольского филиала члена правления Украинского кооперативного банка, членом общества «Просвита» и председателем местного отделения объединения «Рідна школа».
В 1928—1939 годах был избран депутатом от УНДО от округов Чорткова и Тернополя. Входил в состав «украинского клуба» в сейме. В 1925−1939 годах был членом ЦК УНДО. В 1938 году выступал в парламенте с протестом против сноса церкви в Холмской земле.
В период 1902−1939 годов писал статьи для издания «Діло».
После польского похода Красной армии уехал в Краков, находившийся в зоне немецкой оккупации, где писал статьи для издания на украинском языке «Краківські вісті».
В 1944 году уехал в Германию. С 1952 до 4 июля 1953 года был премьер-министром в правительстве Украинской Народной Республики в изгнании, а также членом правления Украинского союза журналистов в Мюнхене.
Автор многих исторических исследований, в том числе биографии митрополита Андрея (Шептицкого) и опубликованной в 1940 году в Кракове книги «После рабства — освобождение».